# 블라스토디니움목
블라스토디니움목(Blastodinida)은 와편모충류 목의 하나이다.

## 하위 과
| - 아포디니움과 (Apodinidae) - 블라스토디니움과 (Blastodinidae) - 카코넬라과 (Cachonellaceae) | - 하플로준과 (Haplozoonidae) - 오디니움과 (Oodiniaceae) - 파라디니움과 (Paradiniaceae) |